# Décès en 1211
Décès
- 1207
- 1208
- 1209
- 1210
- 1211
- 1212
- 1213
- 1214
- 1215

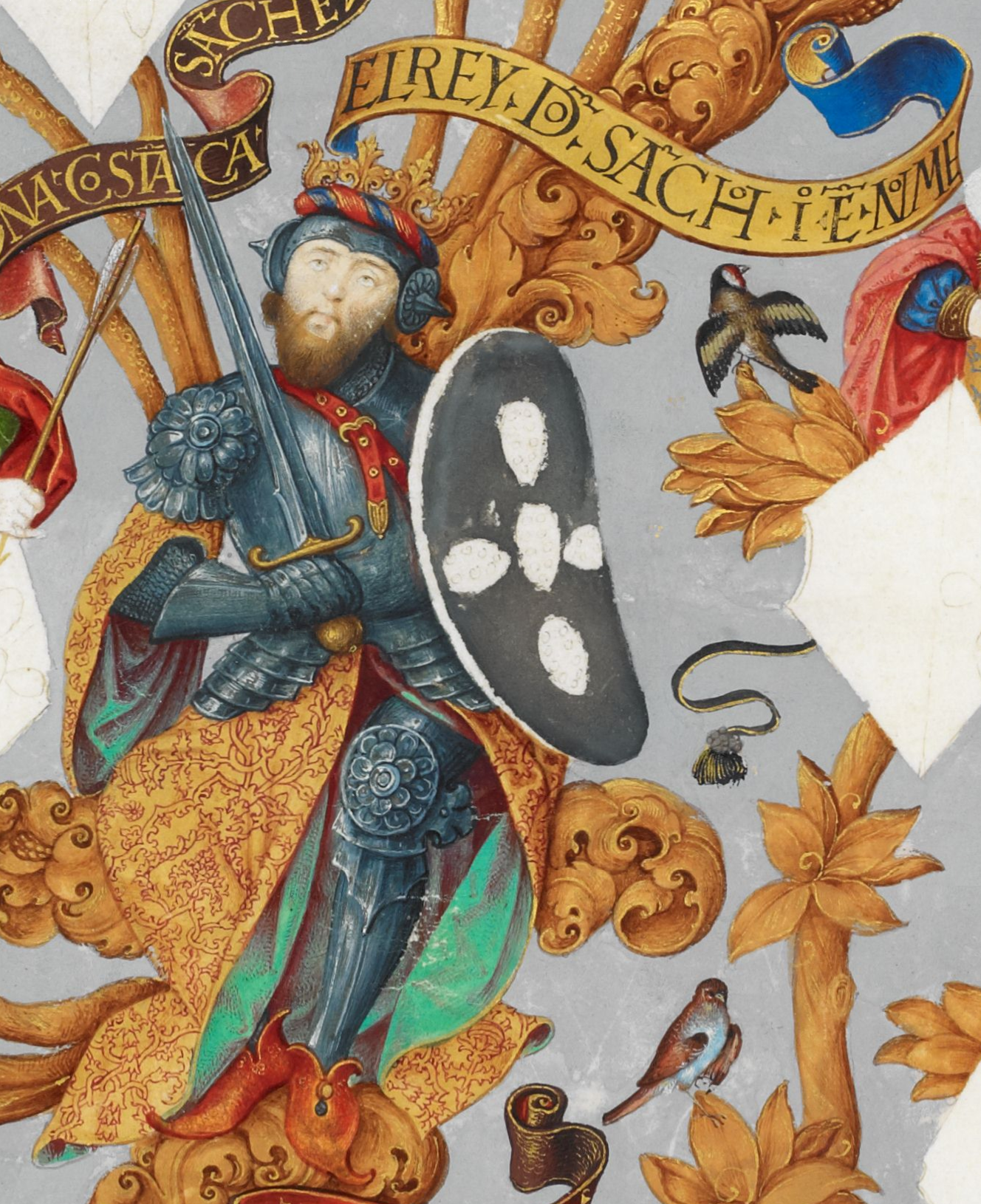
Sanche Ier, mort en 1211.

Cette page dresse une liste de personnalités mortes au cours de l'année 1211 :
- 2 février : Adélaïde de Misnie, reine consort de Bohême.
- 13 mars : Uberto da Pirovano, cardinal italien.
- 14 mars : Pietro Gallozia, cardinal italien.
- 27 mars : Sanche Ier (roi de Portugal), dit le Laboureur, le Fondateur, le Colonisateur ou le Populaire, deuxième roi de Portugal et roi des Algarves.
- 3 mai : Guiraude de Lavaur, dite aussi Guiraude de Laurac ou Dame Guiraude, figure emblématique de la résistance à la Croisade des Albigeois.
- 16 mai : Mieszko IV Jambes Mêlées, duc de Cracovie.
- 30 mai : Gregorio Carelli, cardinal italien.
- 7 septembre : Eustache de Fly, religieux cistercien français.
- 8 septembre : Guyonnet de Laval, seigneur de Laval.
- 3 novembre : Alpais de Cudot, sainte de l'Église catholique.

- Shizuka Gozen, ou dame Shizuka, l'une des plus célèbres femmes de l'histoire et de la littérature japonaise, est une shirabyōshi (danseuse de la cour, portant des vêtements masculins pendant les représentations) qui fut la maîtresse de Minamoto no Yoshitsune.
- Jean II de Vendôme, comte de Vendôme.
- Kay Khusraw Ier, ou Abû al-Fath Ghiyâth ad-Duniyâ wa ad-Dîn Kay Khusraw ben Qilij Arslân ou Gıyaseddin Keyhüsrev, sultan seldjoukide de Rum.
- Aimery de Montréal, seigneur de Laurac et co-seigneur de Montréal.
- Narapatisithu, septième souverain du royaume de Pagan, en Birmanie.
- Princesse Shōshi, aussi connue sous le nom Shunkamon-in, Impératrice consort du Japon.
- Robert de Tourneham, chevalier croisé anglo-normand et un sénéchal d'Anjou.
- Tsangpa Gyare, fondateur de l'école Drukpa Kagyu (largement répandue au Bhoutan et fondateur du monastère de Ralung au Tibet.
- Ugone Ier d'Arborée, dit aussi Ugone ou Ugo Ier de Bas, juge d'Arborée.
- William de Braose, 4e seigneur (ou lord) de Bramber.

## Crédit d'auteurs
- Cet article est partiellement ou en totalité issu de l'article intitulé « 1211 » (voir la liste des auteurs).